# Eleições presidenciais na Eslováquia em 2009
As eleições presidenciais eslovacas de 2009 foram realizadas em 21 de março, em primeiro turno e voltaram a ser disputadas em 4 de abril, para o segundo turno. Os políticos eslovacos almejam reduzir a dependência, quase completa, ao abastecimento de energia da Rússia. O país foi o mais afetado durante recente disputa pelo gás entre Rússia e Ucrânia.

## Resultados – primeiro turno
O presidente cessante, Ivan Gašparovič, venceu o primeiro turno do pleito, com 46,7% dos votos. A candidata de oposição, Iveta Radičová, a primeira mulher a ir tão longe numa corrida presidencial no país, reuniu 38% dos votos, mais do que as sondagens lhe atribuíam.

## Resultados – segundo turno
A Comissão Eleitoral Central da Eslováquia confirmou a vitória de Ivan Gašparovič, neste segundo turno. O ex-político nacionalista, de 67 anos, revalidou seu mandato por outros cinco anos à frente da Presidência do país.
Gašparovič obteve 55,53% dos votos, equivalente a 1 234 787 cédulas, enquanto Iveta Radičová, conseguiu 44,46%, ou 988 808 votos. A participação foi de 51,67%, frente ao 43,50% de meia década atrás, quando Gašparovič venceu o segundo turno contra o ultranacionalista, e anterior correligionário, Vladimír Mečiar. "Fico feliz com a decisão dos eleitores, porque, nos tempos difíceis que nos esperam, poderemos nos apoiar no melhor presidente", disse o primeiro-ministro, Robert Fico, após a confirmação dos resultados.

## Fonte
- Eslováquia/Eleições: Atual presidente vence primeira volta